# Franklin County, Pennsylvania
Franklin County är ett administrativt område i delstaten Pennsylvania i USA, med 149 618 invånare. Den administrativa huvudorten (county seat) är Chambersburg, som också är största staden. Countyt grundades den 9 september 1784 och döptes efter Benjamin Franklin.

## Politik
Franklin County tenderar att rösta på republikanerna i politiska val.
Republikanernas kandidat har vunnit rösterna i countyt i samtliga presidentval sedan valet 1888 utom vid tre tillfällen: valen 1912, 1936 och 1964. I valet 2016 vann republikanernas kandidat med 70,6 procent av rösterna mot 24,8 för demokraternas kandidat (ca 46 procents marginal), vilket är den största segermarginalen i countyt för en kandidat sedan valet 1928.

## Geografi
Enligt United States Census Bureau har countyt en total area på 2 001 km². 1 999 km² av den arean är land och 2 km² är vatten.

### Angränsande countyn
- Juniata County - nord
- Perry County - nordost
- Cumberland County - nordost
- Adams County - öst
- Frederick County, Maryland - sydost
- Washington County, Maryland - syd
- Fulton County - väst
- Huntingdon County - nordväst